# Pyrrhogyra nasica
Pyrrhogyra nasica är en fjärilsart som beskrevs av Otto Staudinger 1886. Pyrrhogyra nasica ingår i släktet Pyrrhogyra och familjen praktfjärilar. Inga underarter finns listade.